# Trovator
Trovator es un buscador español que comenzó a funcionar en el año 1996 como un motor de búsqueda orientado al mundo hispano.

## Historia
Fue el primer buscador de habla hispana que hacía uso de arañas para el rastreo e indexado de páginas, mediante el robot Httpbot, también de creación española.
Además, también fue uno de los primeros buscadores en ofrecer la posibilidad de efectuar búsquedas restringidas a una web o dominio particular y habilitar ese mini-buscador en la web indexada, lo que en el año 1997 denominó Servicio de Indexado.
Pese a su larga trayectoria siempre ha sido un buscador de uso minoritario. Sin embargo, y quizá por ello, es de los pocos buscadores de esa época que ha conseguido mantenerse en funcionamiento hasta la actualidad.
Entre sus características principales, destacan la capacidad de efectuar búsquedas boolenas, ordenación por relevancia o fecha, stemming orientado al castellano, mayor peso de los resultados en español y la inclusión de los últimos feeds en resultados relevantes.  
En cuanto a servicios, además del buscador de carácter general, dispone de un buscador de noticias, un buscador de enciclopedias en línea y un buscador de juegos.
Desde 2018, la web se encuentra caída. Es muy posible que hayan dejado de prestar servicio.